# Wonder Girls
Ne doit pas être confondu avec Wonder Girl.
Wonder Girls (coréen : 원더걸스, chinois : 奇迹女孩, japonais : ワンダーガールズ) était un girl group de K-pop sud-coréen produit par JYP Entertainment de 2007 à 2017. Le groupe était composé de cinq filles de 2010 à 2015 : Yubin, Yeeun, Sunye, Sohee  et Hyerim. Toutes ont été sélectionnées grâce à des auditions. Les Wonder Girls ont eu trois singles consécutifs (Tell Me, So hot et Nobody) numéro 1 dans les hits parades coréens. En 2015, le groupe revient en tant que quatuor à la suite des départs de Sunye et Sohee et le retour de Sunmi. Elles se sont séparées le 26 janvier 2017.

## Carrière

### Débuts
Parmi les membres, Sunye a été la première à débuter dans la musique par l'intermédiaire du programme 2001 Park Jin Young's Challenge of 99%. Toutefois, en tant que groupe, les Wonder Girls ont été présentées au public dans le cadre du programme appelé MTV Wonder Girls qui a été filmé et réalisé par MTV.
Les Wonder Girls débutent officiellement le 10 février 2007, sur MBC dans le programme « 쇼! 음악 중심 » (Show! Music Core) avec Irony, le single hip-hop de leur premier mini-album, The Wonder Begins, qui se vend à 11 454 exemplaires en 2007.
Durant le reste de l'année 2007, les Wonder Girls ont été victimes de diverses blessures et problèmes de santé. Le 25 juin, Sohee a été écartée pendant un mois après une déchirure du ligament du genou après être tombée d'une moto pendant le tournage de 뜨거운 것이 좋아 (I Like It Hot). Les quatre autres membres ont continué à chanter jusqu'à la fin du mois de juillet, jusqu'à ce que Hyuna soit retirée définitivement du groupe par ses parents en raison de leurs préoccupations au sujet de sa santé, plus particulièrement à cause d'une gastro-entérite chronique et d'évanouissements. Elle est remplacée par Yubin, quelques mois plus tard. Hyuna rejoint finalement le groupe 4Minute en 2009.

### Popularité

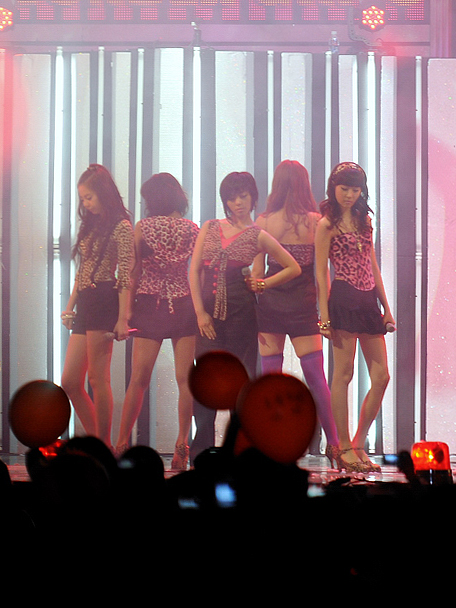
Les Wonder Girls chantant So Hot en juin 2008.

Le premier véritable album du groupe, "The Wonder Years", sort en septembre 2007. Il contient le single Tell Me qui devient un Hit en Corée, en atteignant la première place de nombreux hits parades. La chorégraphie de la chanson, simple à reproduire, est imitée par de nombreux fans par l'intermédiaire de sites de partage de vidéos tels que YouTube et Daum (site coréen). La danse devient si populaire qu'elle est parfois appelée le « Tell Me Virus ». Des vidéos de fans arrivent même de France et des Philippines et la chanson se classe numéro 1 en Thaïlande.
Leur single suivant, So Hot, sort au milieu de l'année 2008. Il atteint la première place de plusieurs classements musicaux en ligne,.
À l'automne 2008 sort le single Nobody, qui atteint la première place du Music Bank durant quatre semaines consécutives et remporte la Chanson du Mois du site Cyworld pour les mois de septembre et octobre 2008. Tout comme Tell Me, Nobody suscite un engouement des fans pour sa danse,.

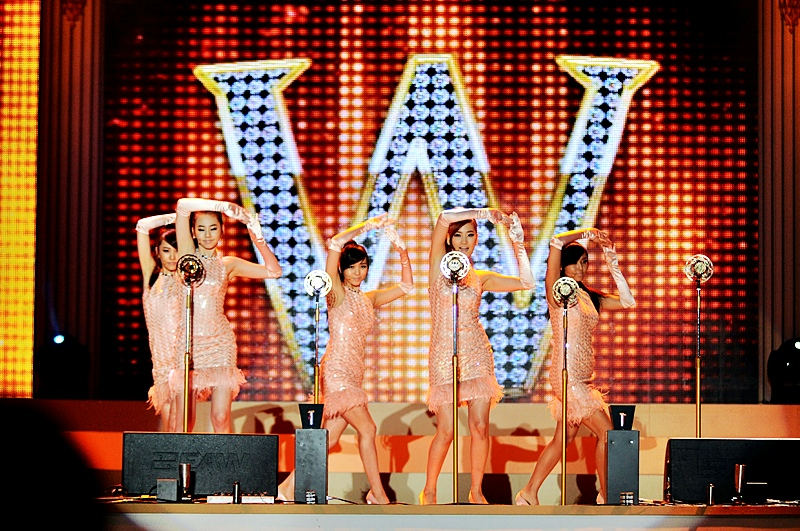
Wonder Girls interprétant Nobody en 2008.

Au "MNet KM Music Festival" de 2008, les Wonder Girls remportent trois récompenses, le prix du Titre de l'année, celui du Meilleur clip vidéo pour Nobody et le Meilleur groupe féminin. Le groupe est aussi récompensé au "2008 Golden Disk Awards" pour avoir réalisé les meilleures ventes de singles digitaux (vente de musique en ligne). Au 18e « Seoul Music Awards », les Wonder Girls remportent le Daesang (récompensant le meilleur artiste de l'année), ainsi que deux autres récompenses.
À la fin de l'année 2008, les Wonder Girls ont gagné 12 milliards de wons (environ 9 millions de dollars US).

### Tournée internationale et débuts aux États-Unis
Le groupe commence sa tournée à Bangkok le 28 février 2009, puis donne des concerts aux États-Unis, à Los Angeles, La Mirada et New York au début du mois de mars. La tournée s'achève avec plusieurs dates en Corée à la fin du mois,.
En juin 2009, JYP Entertainment annonce que les Wonder Girls assureront la première partie des Jonas Brothers lors du Jonas Brothers World Tour 2009 aux États-Unis. Le label déclare également que Nobody sera le premier single en anglais, suivi de Tell Me et qu'un album en anglais est en projet.
La version anglaise de Nobody sort le 26 juin 2009, un jour avant le début de la tournée avec les Jonas Brothers. En septembre, la chanson se classe dans le Billboard Hot 100 et devient le premier single d'un groupe sud-coréen à se positionner dans ce hit-parade,.
Wonder Girls est le premier groupe coréen à avoir collaboré avec des artistes américains, dont le Sénégalo-Américain Akon avec le single "Like Money" sorti en juillet 2012.

### 2015: Retour après trois ans d'absence avecReboot
Début mai, une rumeur s'était propagée sur les réseaux sociaux coréens ; Sunmi réintégrerait vraisemblablement les Wonder Girls, groupe qu'elle a quitté en 2009 pour se concentrer un peu plus sur ses études, et finalement revenir en 2013 sur la scène K-pop avec "24 Hours".
Une semaine après, la rumeur a fait le tour du web, obligeant ainsi l'agence de la chanteuse, JYP Entertainment, à s'exprimer brièvement, mentionnant simplement : “Nous sommes au courant des rumeurs (de réunification) mais rien n’a été décidé pour le moment.”.
Le 23 juin, plusieurs sites avaient annoncé que les Wonder Girls étaient en train de tourner un clip-vidéo en prévision d'un comeback avec l'effectif au complet. JYP Entertainment avait alors démenti tout retour du groupe. Le lendemain, l'agence a fait un nouveau communiqué en annonçant que les Wonder Girls avaient fini le tournage d'un clip-vidéo. “Le groupe pourrait faire un comeback après juillet. Aucune date n’a été fixée pour le moment. Il est prévu qu’elles reviennent à 4 sans Sunye ni Sohee”, a déclaré un porte-parole.
C’est donc un retour aux sources pour Sunmi qui avait débuté au sein des Wonder Girls en 2007 avant de les quitter en 2010 et d'être remplacée par Hyelim. Alors que le dernier comeback coréen du groupe remonte à 2012.
Le 26 juin, il est annoncé que les Wonder Girls se présenteront au public en tant que "band" c’est-à-dire qu'elles joueront des instruments. Yubin sera à la batterie, Hyelim sera à la guitare, Sunmi sera à la basse et Yeeun sera au clavier.
Le 20 juillet, il est confirmé que Sunye et Sohee quittent officiellement le groupe avec lequel elles ont débuté.
Le 20 juillet, le tout premier teaser vidéo pour leur nouveau concept est mis en ligne. On y voit Sunmi démontrant ses talents de bassiste. Puis le lendemain, c'est le teaser de Yubin qui est mis en ligne, démontrant ses talents de batteuse. Suivi par celui de Hyelim le 22, démontrant ses talents de guitariste. Et enfin, celui de Yeeun le 23, démontrant ses talents de pianiste. La fin de la vidéo révèle la date du retour du groupe, le 3 août.
Le 3 août, Le groupe, qui est désormais un quatuor, a dévoilé l'intégralité de son troisième album studio : Reboot. Par la même occasion le clip du titre-phare "I Feel You" a été mis en ligne. Elles ont également tenu un showcase pour cette sortie, le premier depuis trois ans.
À peine deux heures après la sortie d'"I Feel You", le morceau s'est retrouvé en tête des classements musicaux. La piste occupe ainsi la première position des classements en ligne, dont notamment ceux de MelOn, Genie, Naver Music, Mnet Music, Bugs Music, Soribada et Olleh Music. On note que les autres titres de l'album Reboot sont également bien placés dans les classements.

### Depuis 2016:Why So Lonelyet séparation

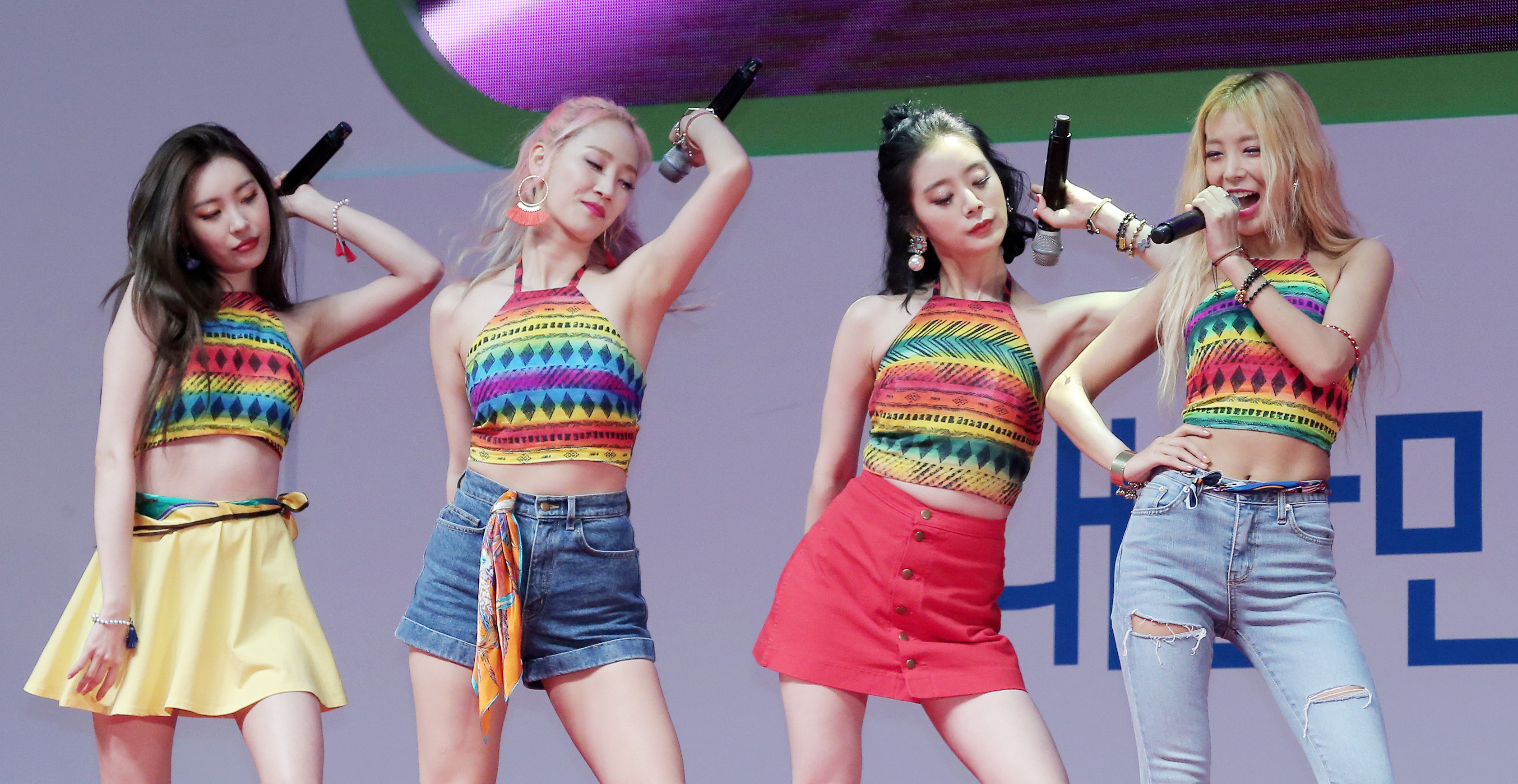
Wonder Girls sur scène en 2016

Le 18 juin, elles mettent en ligne l'un des titres d'un prochain album, nommé "To the Beautiful You".
Le 5 juillet, Wonder Girls sort le second single de son prochain album, nommé "Why So Lonely". L'album single et le clip vidéo du même nom ont aussi été publiés,. La chanson a vite pris la tête des classements musicaux, étant à la première position sur MelOn, Mnet, Genie, Olleh Music, Naver Music, Bugs, Soribada et Monkey3. La nuit précédant cette sortie, les filles avaient tenu la première performance en direct du titre sur l'application V de Naver. Les filles expliquent qu'elles étaient censées sortir un quatrième album studio mais finalement ne sortent qu'un single avec 3 chansons : Why So Lonely, To The Beautiful Boy et Sweet & Easy.
Le 26 janvier 2017, JYP Entertainment annonce que le groupe se sépare. Après des semaines de discussions sur leurs contrats, seules Yubin et Hyerim ont décidé de rester tandis que Yeeun et Sunmi partent dans une autre agence. Le groupe sort le single "Draw Me" le 10 février, en remerciements pour leurs fans et fêter leurs dix ans de carrière.

## Membres
| Nom de scène | Nom de scène | Nom de naissance | Nom de naissance | Date de naissance  | Nationalité  | Position                                                               | Instrument |
| Romanisé     | Coréen       | Romanisé         | Coréen           | Date de naissance  | Nationalité  | Position                                                               | Instrument |
| ------------ | ------------ | ---------------- | ---------------- | ------------------ | ------------ | ---------------------------------------------------------------------- | ---------- |
| Yubin        | 유빈         | Kim Yubin        | 김유빈           | 4 octobre 1988     | Sud-coréenne | Rappeuse principale, chanteuse, visage du groupe, unnie (la plus âgée) | Batterie   |
| Yeeun        | 예은         | Park Yeeun       | 박예은           | 26 mai 1989        | Sud-coréenne | Leader, chanteuse principale                                           | Clavier    |
| Sunmi        | 선미         | Lee Sunmi        | 이선미           | 2 mai 1992         | Sud-coréenne | Chanteuse secondaire, visuel                                           | Basse      |
| Hyerim       | 혜림         | Woo Hyerim       | 우혜림           | 1er septembre 1992 | Sud-coréenne | Rappeuse secondaire, chant, maknae (la plus jeune)                     | Guitare    |

### Anciens membres
| Nom de scène | Nom de scène | Nom de naissance | Nom de naissance | Date de naissance | Nationalité  | Position                                             | Date de départ   |
| Romanisé     | Coréen       | Romanisé         | Coréen           | Date de naissance | Nationalité  | Position                                             | Date de départ   |
| ------------ | ------------ | ---------------- | ---------------- | ----------------- | ------------ | ---------------------------------------------------- | ---------------- |
| Sunye        | 선예         | Min Sunye        | 민선예           | 12 août 1989      | Sud-coréenne | Leader, chanteuse principale, danseuse secondaire    | 20 juillet 2015  |
| Hyuna        | 현아         | Kim Hyuna        | 김현아           | 6 juin 1992       | Sud-coréenne | Rappeuse principale, chanteuse                       | 1er juillet 2007 |
| Sohee        | 소희         | Ahn Sohee        | 안소희           | 27 juin 1992      | Sud-coréenne | Danseuse principale, chant, visuel, visage du groupe | 21 décembre 2013 |

## Discographie
- The Wonder Years (2007)
- Wonder World (2011)
- Reboot (2015)

## Programmes de classements musicaux

### Music Bank
| Année | Date        | Chanson         |
| ----- | ----------- | --------------- |
| 2007  | 2 novembre  | "Tell Me"       |
| 2007  | 9 novembre  | "Tell Me"       |
| 2007  | 30 novembre | "Tell Me"       |
| 2007  | 7 décembre  | "Tell Me"       |
| 2007  | 28 décembre | "Tell Me"       |
| 2008  | 4 janvier   | "Tell Me"       |
| 2008  | 6 juin      | "So Hot"        |
| 2008  | 13 juin     | "So Hot"        |
| 2008  | 20 juin     | "So Hot"        |
| 2008  | 27 juin     | "So Hot"        |
| 2008  | 11 juillet  | "So Hot"        |
| 2008  | 3 octobre   | "Nobody"        |
| 2008  | 10 octobre  | "Nobody"        |
| 2008  | 17 octobre  | "Nobody"        |
| 2008  | 24 octobre  | "Nobody"        |
| 2012  | 15 juin     | "Like This"     |
| 2016  | 5 août      | "Why So Lonely" |

### Inkigayo
| Année | Date        | Chanson         |
| ----- | ----------- | --------------- |
| 2007  | 28 octobre  | "Tell Me"       |
| 2007  | 11 novembre | "Tell Me"       |
| 2007  | 18 novembre | "Tell Me"       |
| 2008  | 15 juin     | "So Hot"        |
| 2008  | 22 juin     | "So Hot"        |
| 2008  | 29 juin     | "So Hot"        |
| 2011  | 27 novembre | "Be My Baby"    |
| 2011  | 4 décembre  | "Be My Baby"    |
| 2011  | 11 décembre | "Be My Baby"    |
| 2012  | 17 juin     | "Like This"     |
| 2012  | 24 juin     | "Like This"     |
| 2016  | 17 juillet  | "Why So Lonely" |

### M Countdown
| Année | Date        | Chanson             |
| ----- | ----------- | ------------------- |
| 2007  | 8 novembre  | "Tell Me"           |
| 2008  | 10 juillet  | "So Hot"            |
| 2008  | 17 juillet  | "So Hot"            |
| 2008  | 24 juillet  | "So Hot"            |
| 2010  | 27 mai      | "2 Different Tears" |
| 2011  | 17 novembre | "Be My Baby"        |
| 2011  | 24 novembre | "Be My Baby"        |
| 2016  | 14 juillet  | "Why So Lonely"     |

### Show Champion
| Année | Date    | Chanson     |
| ----- | ------- | ----------- |
| 2012  | 12 juin | "Like This" |
| 2012  | 19 juin | "Like This" |

### The Show
| Année | Date       | Chanson         |
| ----- | ---------- | --------------- |
| 2016  | 12 juillet | "Why So Lonely" |

### K-Pop Con
| Année | Date        | Chanson      |
| ----- | ----------- | ------------ |
| 2011  | 10 décembre | "Be My Baby" |